# تل دو لنگه
تل دو لنگه مربوط به دوره ساسانیان است و در شهرستان فیروزآباد، روستای نودران واقع شده و این اثر در تاریخ ۲۵ اسفند ۱۳۷۹ با شمارهٔ ثبت ۳۴۱۴ به‌عنوان یکی از آثار ملی ایران به ثبت رسیده است.